# اولیویه پانیس
اولیویه پانیس (به انگلیسی: Olivier Panis) (زادهٔ ۲ سپتامبر ۱۹۶۶ در اولن) رانندهٔ حرفه‌ای مسابقات اتومبیل‌رانی اهل فرانسه است. پانیس در ده فصل از مسابقات فرمول یک شرکت کرده و تنها مقام اول خود را در گراند پری ۱۹۹۶ موناکو با تیم لیجیر کسب نموده‌است. تا سال ۲۰۱۹، او آخرین رانندهٔ فرانسوی بوده‌است که موفق به کسب مقام اول در یک گراند پری فرمول یک شده‌است.
فرزند او، اورلین پانیس نیز رانندهٔ مسابقات اتومبیل‌رانی است.